# Кишкунмайша
Кишкунмайша (венг. Kiskunmajsa) — небольшой город на юге Венгрии, входит в состав медье Бач-Кишкун.

## География
Город находится в восточной части медье, на относительно равнинной местности, на берегу канала Фехерто-Майшаш-Фечаторна. Абсолютная высота — 100 метров над уровнем моря.
Кишкунмайша расположена на расстоянии приблизительно 43 километров к югу от Кечкемета, административного центра медье и на расстоянии 110 километров к юго-востоку от Будапешта, столицы страны.
Город занимает площадь 221,99 км².

## Население
| Год  | Численность | Численность |
| ---- | ----------- | ----------- |
| 2013 | 11 498      | [ 4 ]       |
| 2014 | 11 505      | [ 5 ]       |
| 2018 | 10 968      | [ 6 ]       |
| 2021 | 10 898      | [ 7 ]       |
| 2022 | 10 984      | [ 8 ]       |
| 2023 | 11 675      | [ 9 ]       |
| 2024 | 11 127      | [ 2 ]       |

По данным официальной переписи 2001 года, население составляло 12 091 человек.
Динамика численности населения города по годам:
| 1987   | 1996   | 2001   | 2012   |
| ------ | ------ | ------ | ------ |
| 12 600 | 11 951 | 12 091 | 11 815 |

В этническом составе населения преобладают венгры (96 %).

## Города-побратимы
- Бад-Шёнборн, Германия
- Байинь, Китай[14]
- Бачка-Топола, Сербия
- Георгени, Румыния
- Ломмач, Германия
- Люблинец, Польша
- Укмерге, Литва (2015)[15]